# Vicques (Val Terbi)
Vicques (toponimo francese; in tedesco Wix, desueto) è una frazione di 1 795 abitanti del comune svizzero di Val Terbi, nel Canton Giura (distretto di Delémont).

## Storia

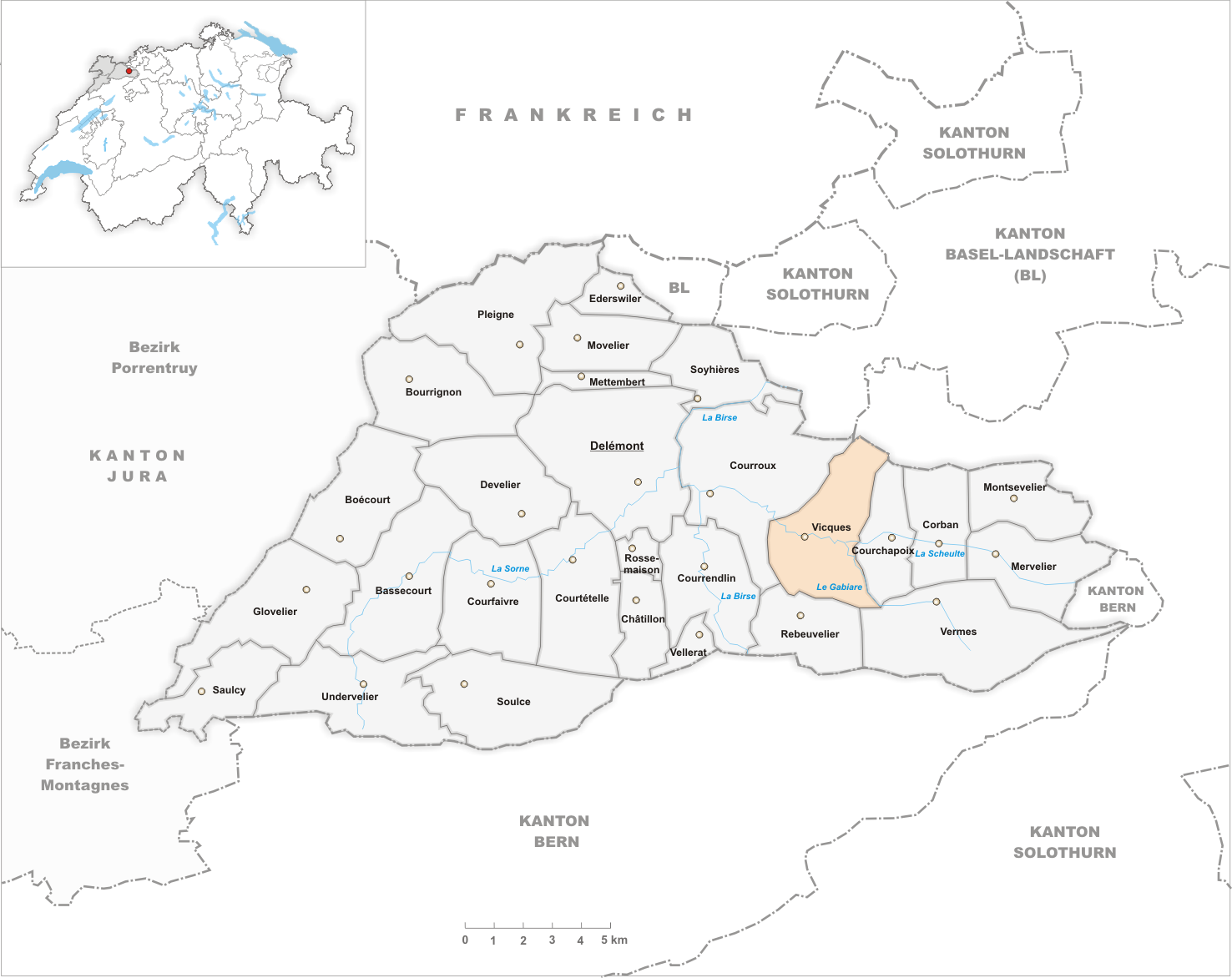
Il territorio del comune di Vicques prima degli accorpamenti comunali del 2013

Già comune autonomo che si estendeva per 12,75 km² e che comprendeva anche la frazione di Recolaine, il 1º gennaio 2013 è stato accorpato agli altri comuni soppressi di Montsevelier e Vermes per formare il nuovo comune di Val Terbi, del quale Vicques è il capoluogo.

## Monumenti e luoghi d'interesse

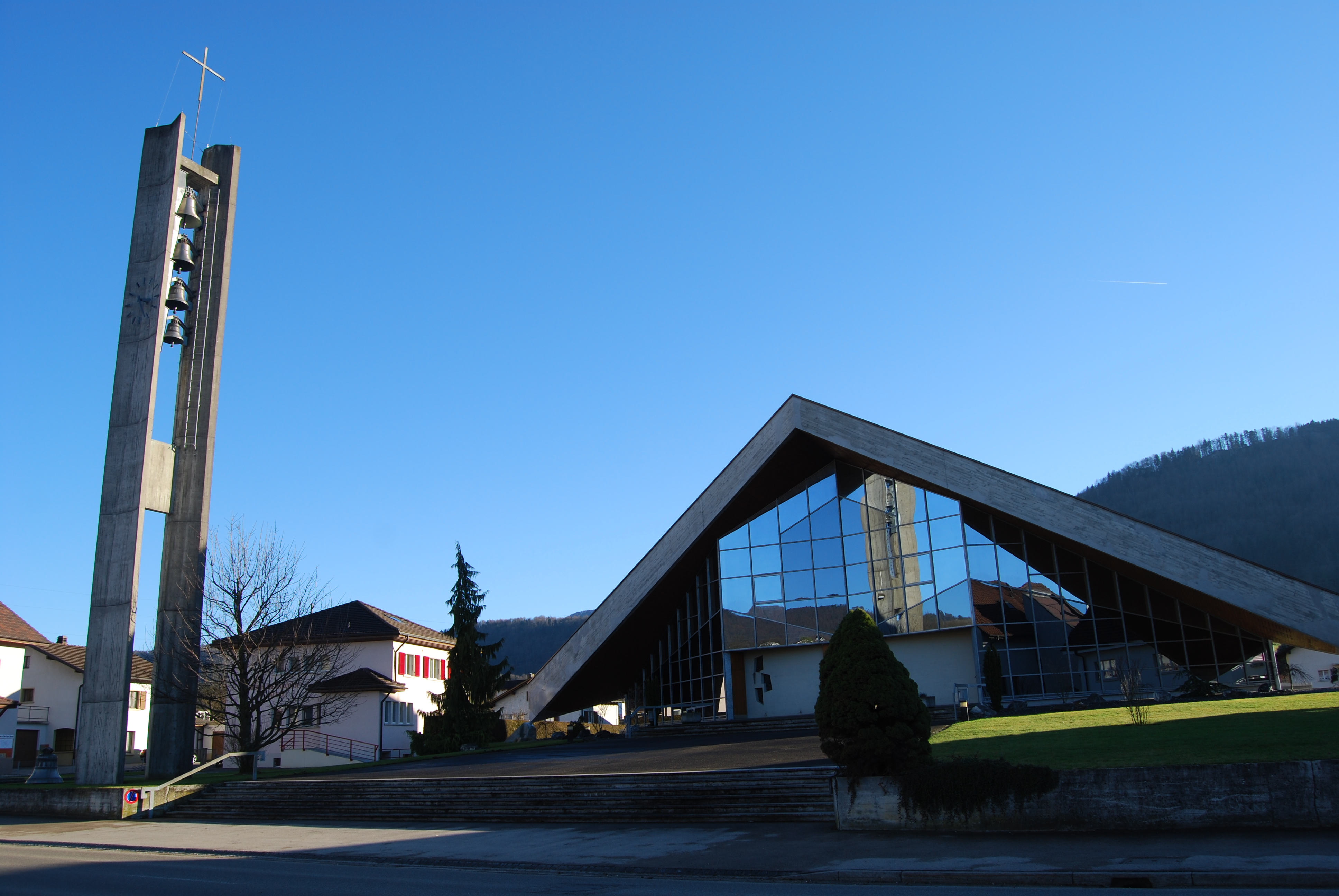
La chiesa della Madonna del Rosario

- Chiesa cattolica della Madonna del Rosario, eretta nel 1959-1961[1].

## Società

### Evoluzione demografica
L'evoluzione demografica è riportata nella seguente tabella:
Abitanti censiti

## Amministrazione
Dal 1853 comune politico e comune patriziale erano uniti nella forma del commune mixte.